# Associazione Calcio Pistoiese 2003-2004
Questa pagina raccoglie le informazioni riguardanti l'Associazione Calcio Pistoiese nelle competizioni ufficiali della stagione 2003-2004.

## Rosa
| N. |                     | Ruolo | Calciatore           |
| -- | ------------------- | ----- | -------------------- |
|    | Italia (bandiera)   | C     | Enrico Antonioni     |
|    | Italia (bandiera)   | A     | Edoardo Artistico    |
|    | Italia (bandiera)   | D     | Maurizio Battistelli |
|    | Italia (bandiera)   | D     | Andrea Bellini       |
|    | Svizzera (bandiera) | P     | Ivan Benito          |
|    | Italia (bandiera)   | C     | Fabrizio Boccaccini  |
|    | Italia (bandiera)   | P     | Gianni Careri        |
|    | Italia (bandiera)   | C     | Davide Carfora       |
|    | Italia (bandiera)   | C     | Emmanuel Cascione    |
|    | Italia (bandiera)   | D     | Lorenzo Collacchioni |
|    | Italia (bandiera)   | C     | Michele Desole       |
|    | Italia (bandiera)   | C     | Bruno Di Napoli      |
|    | Italia (bandiera)   | C     | Vincenzo D'Isanto    |

| N. |                   | Ruolo | Calciatore          |
| -- | ----------------- | ----- | ------------------- |
|    | Italia (bandiera) | A     | Marco Ferro         |
|    | Italia (bandiera) | C     | Marco Giunta        |
|    | Italia (bandiera) | A     | Roberto Maffucci    |
|    | Italia (bandiera) | D     | Mattia Mela         |
|    | Italia (bandiera) | A     | Emiliano Melis      |
|    | Italia (bandiera) | D     | Vincenzo Montalbano |
|    | Egitto (bandiera) | D     | Hany Said           |
|    | Italia (bandiera) | A     | Andrea Soncin       |
|    | Italia (bandiera) | C     | Marco Tufano        |
|    | Italia (bandiera) | C     | Francesco Valiani   |
|    | Italia (bandiera) | D     | Mauro Vargiu        |
|    | Italia (bandiera) | D     | Fabio Vignati       |
|    | Italia (bandiera) | A     | Alberto Villa       |

## Risultati

### Campionato

#### Girone di andata
| 31 agosto 2003 1ª giornata | Pistoiese | 3 – 2 | Pisa |  |

| 7 settembre 2003 2ª giornata | Novara | 2 – 0 | Pistoiese |  |

| 14 settembre 2003 3ª giornata | Pistoiese | 0 – 0 | Torres |  |

| 21 settembre 2003 4ª giornata | Cesena | 1 – 0 | Pistoiese |  |

| 28 settembre 2003 5ª giornata | Pistoiese | 1 – 2 | Arezzo |  |

| 5 ottobre 2003 6ª giornata | Pro Patria | 0 – 0 | Pistoiese |  |

| 12 ottobre 2003 7ª giornata | Pistoiese | 1 – 1 | Lucchese |  |

| 19 ottobre 2003 8ª giornata | Prato | 0 – 2 | Pistoiese |  |

| 26 ottobre 2003 9ª giornata | Pistoiese | 1 – 1 | Padova |  |

| 2 novembre 2003 10ª giornata | Pistoiese | 1 – 0 | Cittadella |  |

| 9 novembre 2003 11ª giornata | Spezia | 1 – 2 | Pistoiese |  |

| 16 novembre 2003 12ª giornata | Pistoiese | 3 – 0 | Reggiana |  |

| 23 novembre 2003 13ª giornata | Pavia | 0 – 0 | Pistoiese |  |

| 7 dicembre 2003 14ª giornata | SPAL | 1 – 1 | Pistoiese |  |

| 14 dicembre 2003 15ª giornata | Pistoiese | 0 – 2 | Lumezzane |  |

| 21 dicembre 2003 16ª giornata | Rimini | 1 – 1 | Pistoiese |  |

| 6 gennaio 2004 17ª giornata | Pistoiese | 2 – 1 | Varese |  |

#### Girone di ritorno
| 11 gennaio 2004 18ª giornata | Pisa | 2 – 1 | Pistoiese |  |

| 18 gennaio 2004 19ª giornata | Pistoiese | 1 – 0 | Novara |  |

| 1º febbraio 2004 20ª giornata | Torres | 0 – 1 | Pistoiese |  |

| 8 febbraio 2004 21ª giornata | Pistoiese | 0 – 2 | Cesena |  |

| 15 febbraio 2004 22ª giornata | Arezzo | 1 – 0 | Pistoiese |  |

| 22 febbraio 2004 23ª giornata | Pistoiese | 1 – 1 | Pro Patria |  |

| 7 marzo 2004 24ª giornata | Lucchese | 2 – 2 | Pistoiese |  |

| 14 marzo 2004 25ª giornata | Pistoiese | 1 – 4 | Prato |  |

| 21 marzo 2004 26ª giornata | Padova | 1 – 0 | Pistoiese |  |

| 28 marzo 2004 27ª giornata | Cittadella | 1 – 1 | Pistoiese |  |

| 4 aprile 2004 28ª giornata | Pistoiese | 1 – 2 | Spezia |  |

| 10 aprile 2004 29ª giornata | Reggiana | 0 – 1 | Pistoiese |  |

| 18 aprile 2004 30ª giornata | Pistoiese | 3 – 0 | Pavia |  |

| 25 aprile 2004 31ª giornata | Pistoiese | 0 – 0 | SPAL |  |

| 2 maggio 2004 32ª giornata | Lumezzane | 2 – 0 | Pistoiese |  |

| 9 maggio 2004 33ª giornata | Pistoiese | 2 – 0 | Rimini |  |

| 16 maggio 2004 34ª giornata | Varese | 3 – 2 | Pistoiese |  |